# Jordan Silva
Jordan Jesús Silva Díaz (Matehuala, 30 luglio 1994) è un calciatore messicano, difensore dell'OFI Creta.

## Carriera

### Club
Dal 2014 gioca nel campionato messicano, dove ha vestito la maglia del Toluca.

### Nazionale
È stato convocato per le Olimpiadi nel 2016.